# زومبي دوس بالماريس
زومبي (بالبرتغالية: Zumbi‏) (1655 - 20 نوفمبر 1695) اشتهر أيضا باسم زومبي دوس بالماريس. كان زعيمًا من كويلومبولا [الإنجليزية] من البرازيل وأحد رواد مقاومة استعباد البرتغاليين للأفارقة في البرازيل المستعمرة. وساهم القائد المسلم زومبي في نشر الشريعة الإسلامية وشجع الدعاة على نشر الوعظ والإرشاد وعمل على تذكيرهم بأصولهم الإسلامية. كما كان الحاكم الأخير لجماعة كويلومبو دوس بالماريس وهي جماعة من البرازيليين الأفارقة في ولاية ألاغواس الحديثة بالبرازيل التي حررت نفسها من العبودية. يحظى زومبي اليوم بالتبجيل في الثقافة الأفروبرازيلية كرمز للمقاومة ضد استعباد الأفارقة في مستعمرة البرازيل.

## حياته

### ولادته ونشأته
وُلد زومبي في بالماريس عام 1655 في ولاية باهيا البرازيلية التي كانت تتبع مجموعة من التنظيم الاجتماعي للمدن يدعى «بالميريس» الذي كان يعتمد في قوانينه الدين الإسلامي والشريعة الإسلامية في حكمه إضافة إلى بعض العادات والتقاليد الموروثة. مثلها كمثل الممالك الإسلامية النائية في غرب أفريقيا. ويُعتقد أنه ينحدر من الكونغو.
عندما كان في السادسة من عمره أسره البرتغاليون وأرسلوه إلى المبشر الأب أنطونيو ميلو الذي عمده وأطلق عليه اسم فرانسيسكو تعلم زومبي الأسرار المقدسة والبرتغالية واللاتينية وأسس مجتمع للكونغو في بالماريس. وعلى الرغم من محاولات إخضاعه هرب زومبي عام 1670 وعاد إلى مسقط رأسه في سن الخامسة عشرة. أصبح زومبي معروفًا ببراعته الجسدية ومكره في المعركة وكان استراتيجيًا عسكريًا محترمًا في الوقت الذي كان فيه في أوائل العشرينات من عمره.

### تسلمه الحكم
تسلم زومبي دوس بالماريس مقاليد السلطة بعد عمه جانجا زومبا فحكم البلاد بالعدل والمساواة طبقا للقوانين المدنية والجنائية في دولته

### مقاومته للغزاة
في أواسط القرن السابع عشر سعت الإمبراطورية الهولندية إلى ايجاد موطئ قدم لها في البرازيل متنافسة مع الإمبراطورية البرتغالية، فاحتلت مناطق قبالة جمهورية بالميراس الإسلامية وقاموا بهجوم كثيف على بالميريس إلا أن البرازيليين استطاعوا صد الغزاة، إلى أن تم طردهم كليا خارج البلاد. فتقدم البرتغاليون بعد هزيمة الهولنديين وأرسلوا الحملات تلو الحملات في محاولة منهم لبسط سيطرتهم على أراضي جمهورية بالميريس، حيث تم تسجيل حوالي خمس عشرة بعثة ضد جمهورية بالميريس مابين عام 1670 و1682. فتصدى لهم زومبي دوس بالماريس بجيشه الناشئ بكل براعة. محققا لدولته عام 1694 استقلالها عن البرتغال، بعد التوسع وضم أكثر من عشرين موقعاً لولاية «باهية» البرازيلية.

## حصار البرتغاليين ووفاته
استمرت الدولة التي يحكمها زومبي دوس بالماريس لأكثر من 50 سنة. ومع توالي الهزائم تلو الهزائم التي عانت منها الإمبراطورية البرتغالية في البرازيل، قرر إمبراطور البرتغال التدخل بنفسه لإخماد الثورات الحاصلة هناك. فتمت محاصرة الثوار البرازيليين عام 1695، فقاتل البرازيليون بشجاعة ضد الغزاة بقيادة القائد زومبي دوس بالماريس إلى ان سقط القائد أثناء الدفاع عن العاصمة مكاكوس التي سقطت أخيرا بيد البرتغاليين تحت قصف مدفعي شديد واعتبه تجويع للسكان المحليين وصفه المؤرخ البرازيلي «إكليدس دا كونها» في كتابه ثورة في الأقاليم النائية. 

## إرثه البطولي
اعتبر الكثير من البرازيليين القائد زومبي دوس بالماريس بطلا قوميا لبلادهم، وغدا استبساله في مقاومة البرتغاليين، مصدرا ملهما لأولادهم.
كما تم إطلاق إسمه على مطار مدينة "Maceió"
البرازيلية الواقعة على ساحل المحيط الأطلسي.

## وصلات خارجية
- زومبي.. القائد البرازيلي المسلم الذي شوهته هوليوود